# أرون هيل (ممثل)
أرون هيل (بالإنجليزية: Aaron Hill)‏ هو ممثل أمريكي، ولد في 23 أبريل 1983 في الولايات المتحدة.

## أعمال

### أفلام
- (2009)  ثأر الهاوي[4][5][6][7][8]
- (2015) ذا نايت بيفور

### مسلسلات
- اختلال ضال
- إن سي آي إس
- بنات غيلمور
- ذا ميدل
- رجال ماد
- صوني ويذ أه تشانس[9]
- عقول إجرامية
- كاسل
- كولد كيس
- كيف قابلت أمكما
- ملفوف
- هانا مونتانا

## وصلات خارجية
- أرون هيل على موقع IMDb (الإنجليزية)
- أرون هيل على موقع ألو سيني (الفرنسية)
- أرون هيل على موقع أول موفي (الإنجليزية)
- أرون هيل على موقع قاعدة بيانات الفيلم (الإنجليزية)
- أرون هيل على موقع كينوبويسك (الروسية)